# Устимівка (Білоцерківський район)
Усти́мівка — село в Україні, у Білоцерківському районі Київської області. Населення становить 1697 осіб, дворів - 819, будинків - 920 (дані 2013 року). Станом на 2001 рік, коли проводився перепис населення, в Устимівці налічували 1869 постійних мешканців. Входить до складу Ковалівської сільської громади.
По східній стороні села проходить колія Південно-Західної залізниці, яка частково перетинає село. Залізниця з'єднує м. Фастів та м. Біла Церква з місцевою станцією, побудованою у 1876 році.
На півночі село межує із селом Ковалівка.
У селі діє загальноосвітня школа I—III ступенів, дитячий садок, є магазин та перукарня. Перед будівлею школи встановлено невеликий пам'ятник-стелу на вшанування радянських солдатів-односельчан, що загинули у роки Другої світової війни.
Місцеву школу збудовано коштом устимівського колгоспу «40 років Жовтня» в 1965 році. 21 жовтня 1967 року цей колгосп було нагороджено пам'ятним прапором за перемогу у соцзмаганні — про це йдеться на пам'ятній дошці на будівлі колгоспу.
Обабіч входу до школи розміщено дві пам'ятні дошки: директору школи та заслуженому вчителю України Миколі Йосиповичу Дзендзелюку, який працював у ній в 1979—2008 роках, та випускнику Баранівському Олександру Романовичу, який загинув 1984 року під час війни в Афганістані.

## Населення

### Мова
Розподіл населення за рідною мовою за даними перепису 2001 року:
| Мова       | Кількість | %     |
| ---------- | --------- | ----- |
| українська | 1843      | 98.61 |
| російська  | 25        | 1.34  |
| білоруська | 1         | 0.05  |
| Усього     | 1869      | 100   |

## Галерея

Дитячий садок
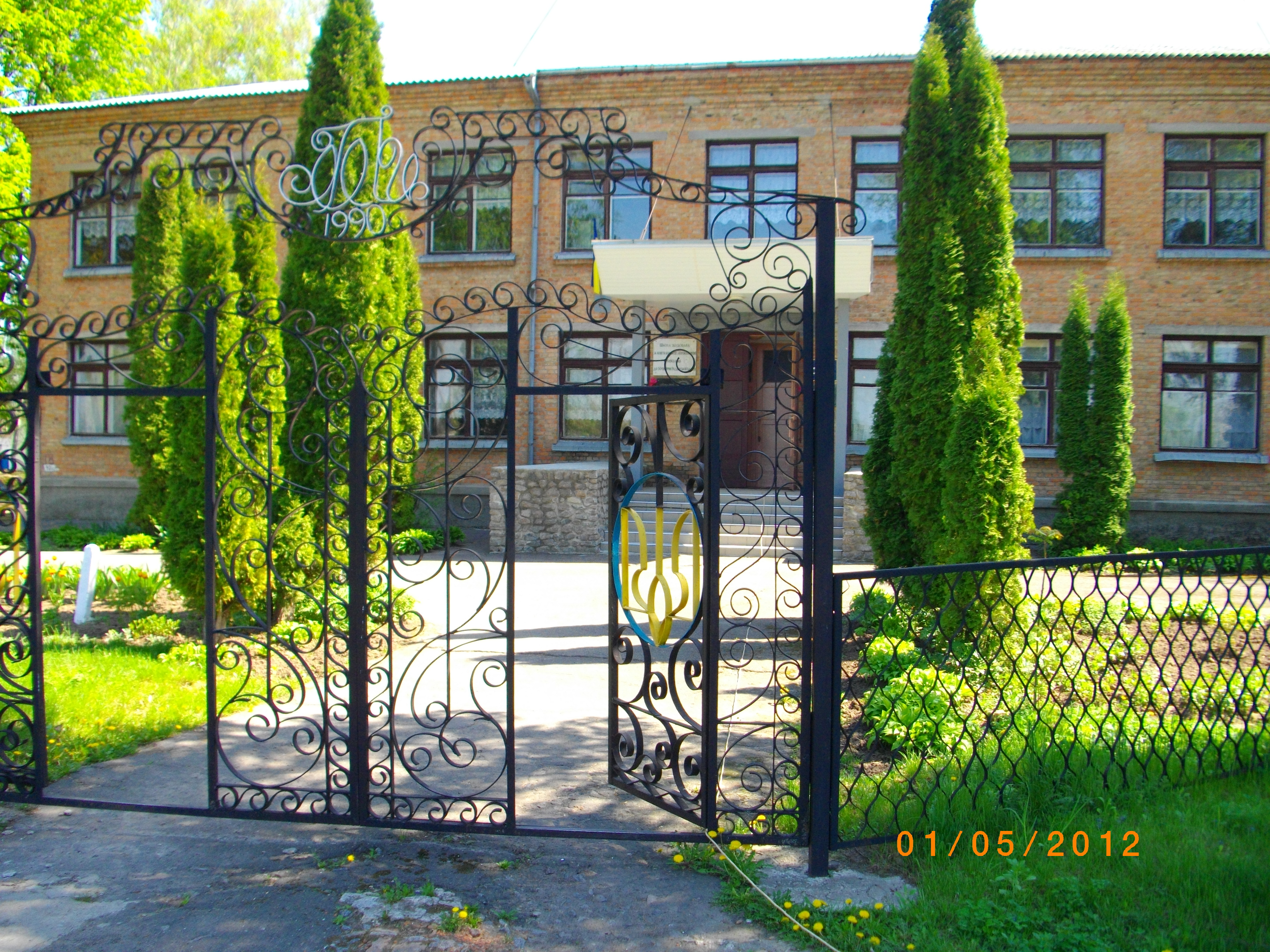
Центральний вхід до школи
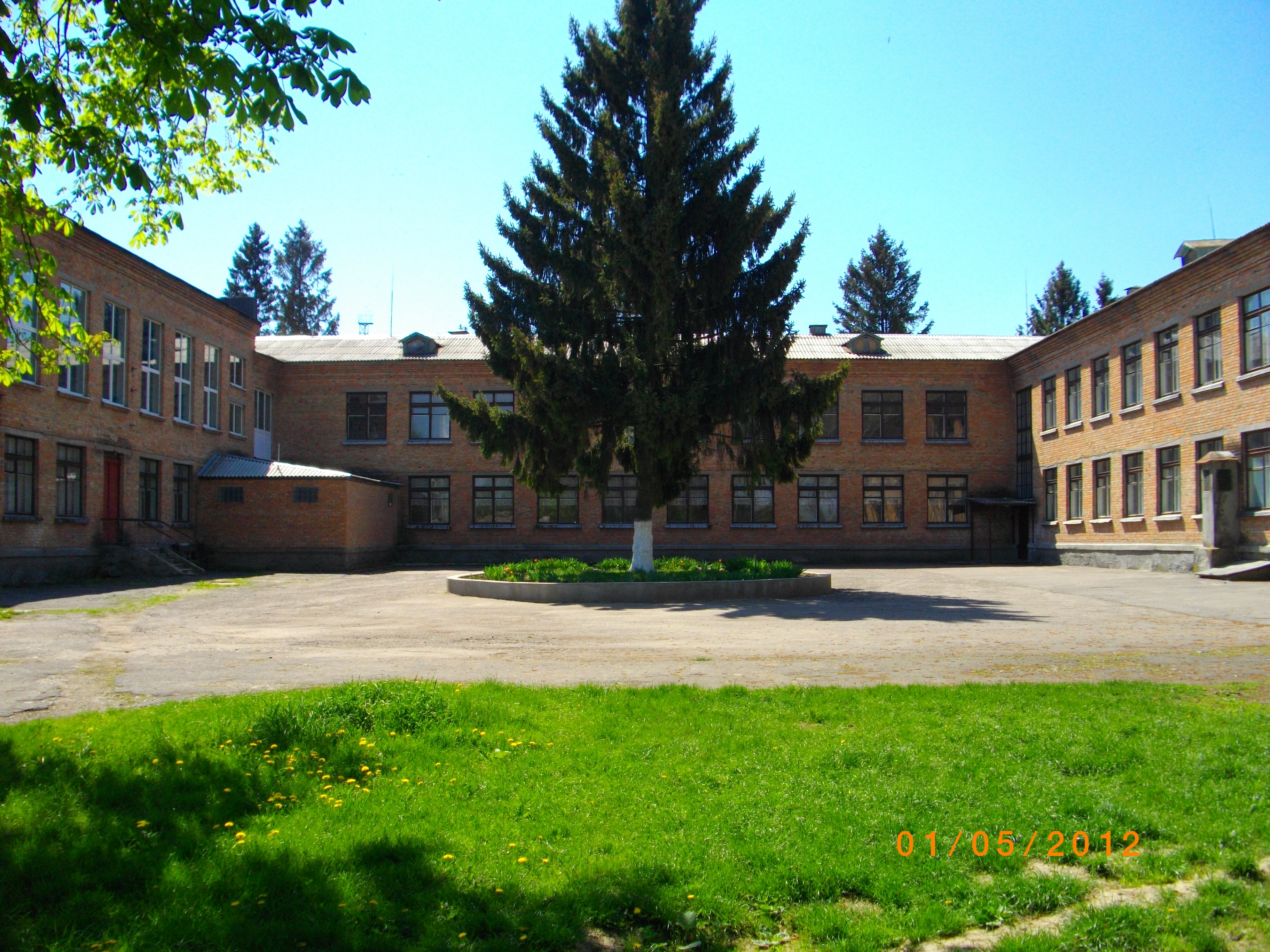
Школа, внутрішній двір
Будинок культури
Сільська рада
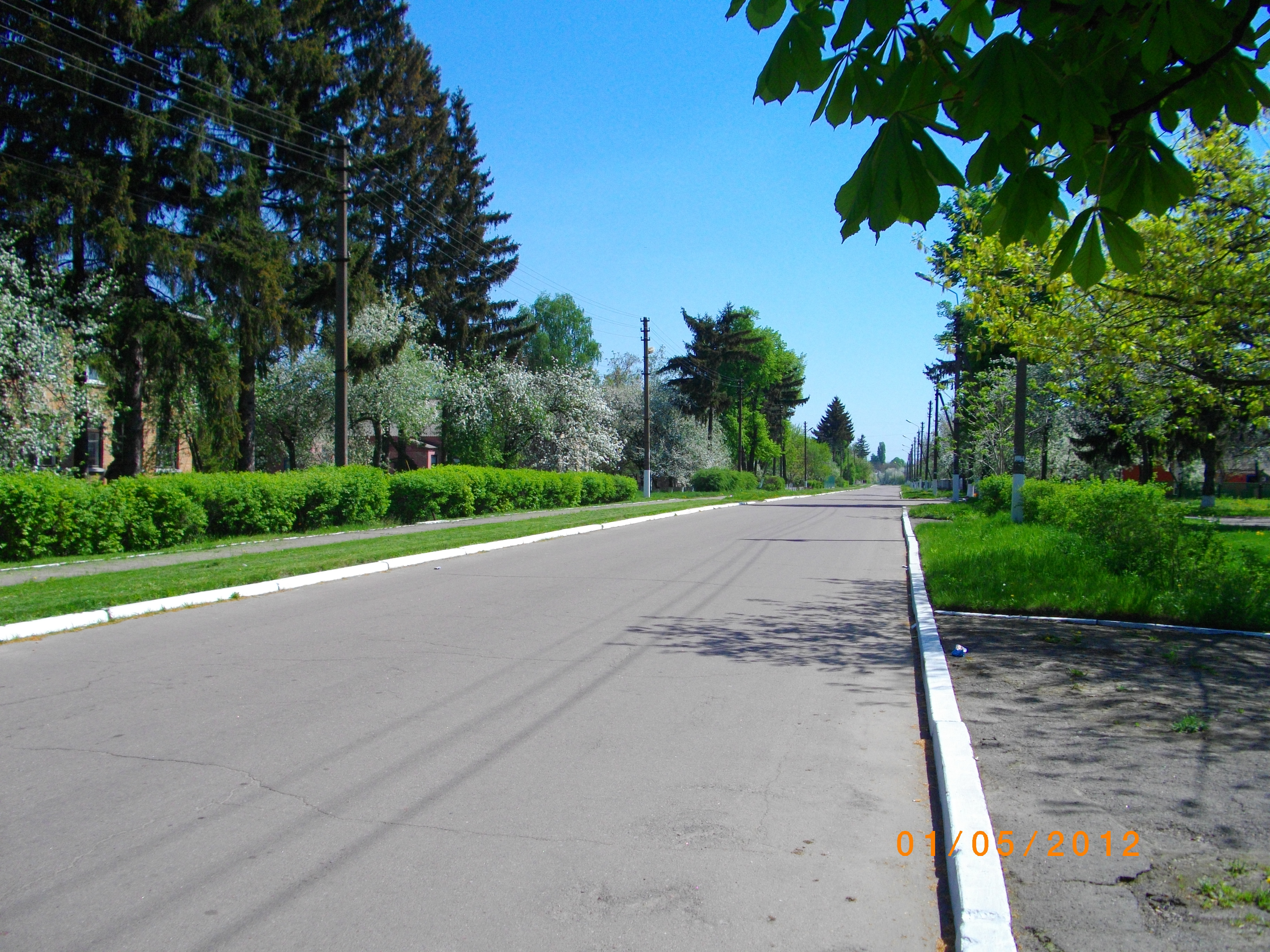
Центральна вулиця
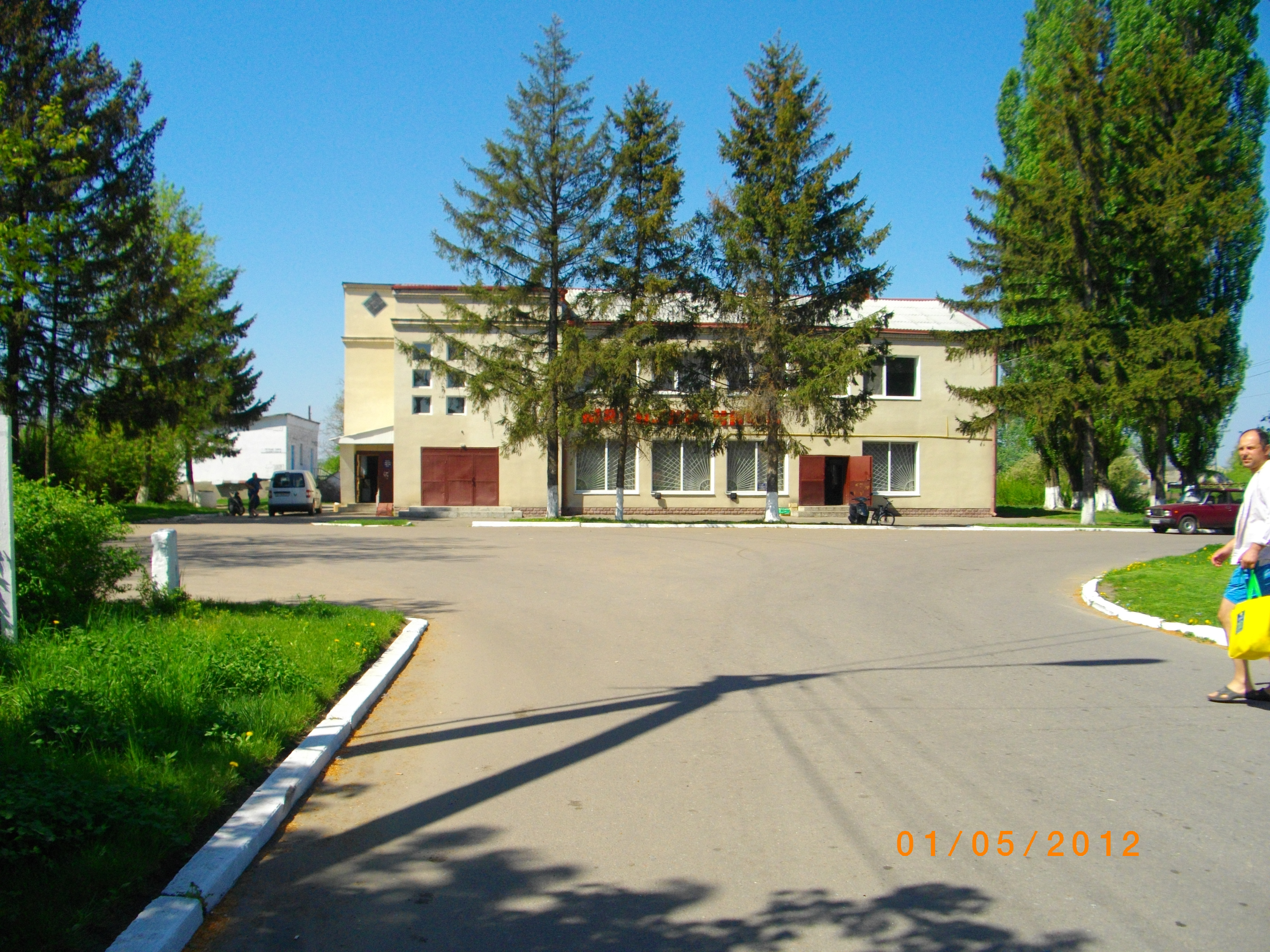
Магазин, бар
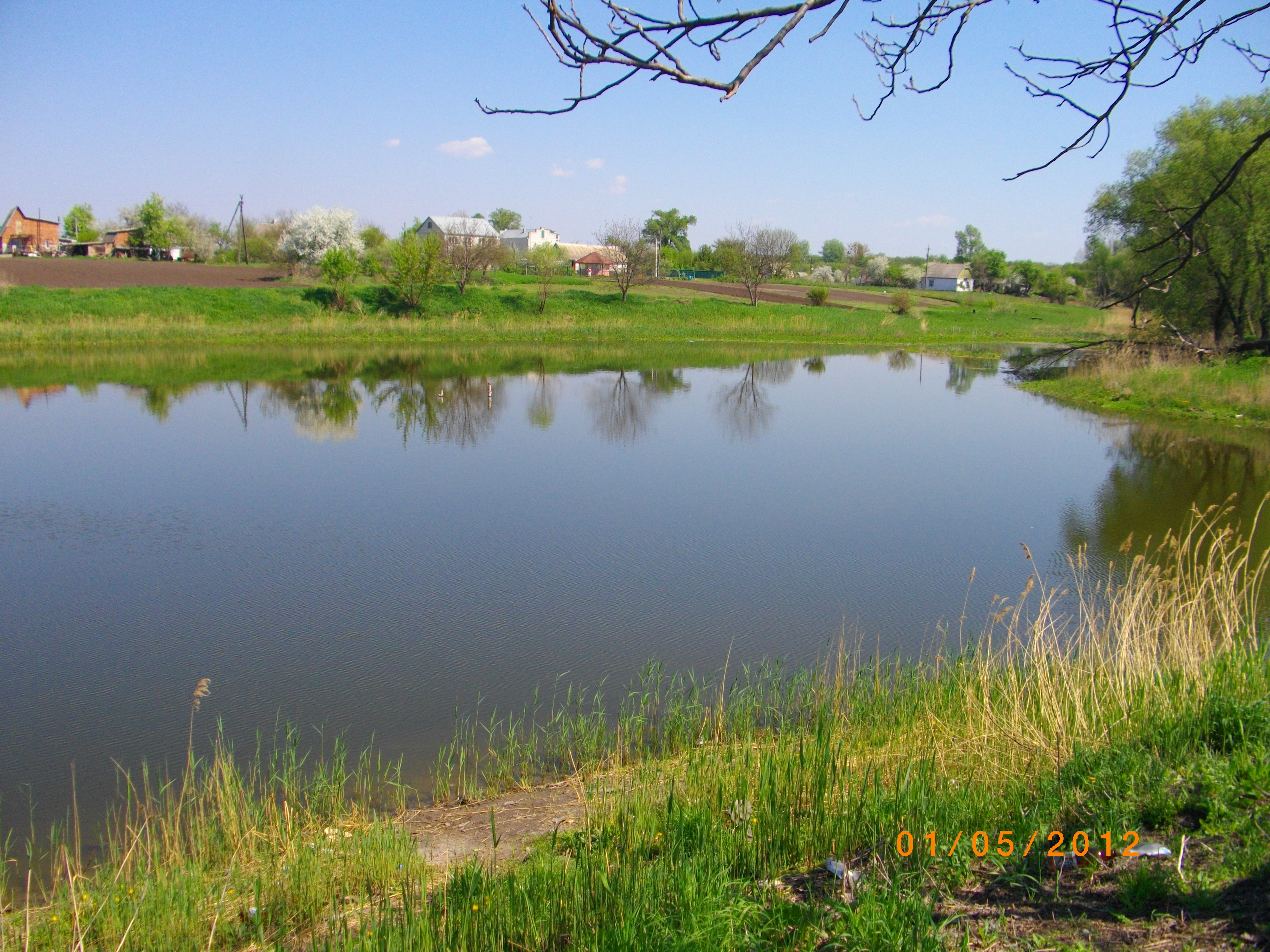
Ставок